# Астанинско леко метро
Астанѝнското леко метро, наричано по-рано Астанински скоростен трамвай, е проект за леко метро в град Астана, Казахстан.
То ще е вторият метрополитен в страната след Алматинското метро.
В хода на проектните проучвания в началото се предлага изграждането на пълноценен метрополитен, но от идеята се отказват в полза на по-евтиното и по-бързо изграждащата се система на скоростен трамвай, вид леко метро. Вече е създадена компанията ТОО „Астана LRT“, която е поръчител на строителството и отговаря за него.

## Строителство
Строителството е планирано в 3 етапа:
- отсечка Летище – „Абу Даби Плаза“ – дължина 16,39 км, с 8 станции
- отсечка „Абу Даби Плаза“ – Централна жп. гара, с дължина 7,85 км, с 6 станции
- отсечка с дължина 17,57 км и 13 станции

Възможен срок на въвеждане в експоатация – през декември 2020 г.
Изпълнител на проекта е френската компания „Alstom“, която освен строител, ще бъде и производител на нископодовите трамваи „Citadis“, обслужващи трасето.
Строителството официално е открито през май 2017 г. Активната фаза започва едва през есента 2017 г., но работата на 3-те площадки вървят твърде вяло.
От 2021г., след актуализация на проекта, строителството се води по-активно. Изпълнител е китайска компания, а производител на влаковете и автоматиката е CRRC. 
През януари 2025г. е представена първата завършена метростанция, а през март е обявено, че се произвежда първият влак. Мотрисите ще бъдат подобни на влаковете, доставяни за Измир, като остовното им отличие ще бъде отсъствието на кабина за управление, тъй като влаковете ще бъдат изцяло автоматизирани.

## Метростанции
- Железопътна гара
- Бейбитшилик
- Медицинска академия
- Богенбай батър
- Абай
- Конгрес-Холл (Букейхан)
- Централен парк
- Салтанат Сарае (Думан)
- Цирк
- Кабанбай-батър (Шубар)
- Байтерек
- Ислямски център
- Аерогара (проект)